# Mariano Sevilla
Mariano Sevilla (Manilla, 12 november 1839 - aldaar, 23 november 1923) was een Filipijns priester, theoloog en schrijver.

## Biografie
Mariano Sevilla werd geboren op 12 november 1839 in Tondo in de Filipijnse hoofdstad Manilla. Zijn ouders waren Tomas Sevilla en Paula Villena. Sevilla volgde onderwijs aan het Colegio de San Juan de Letran en behaalde in 1857 een Bachelor of Philosophy-diploma aan de University of Santo Tomas. Drie jaar later volgde een licentiaat aan dezelfde onderwijsinstelling. Op 28 februari 1863 werd Sevilla tot priester gewijd. Aansluitend volgde een benoeming tot coadjutor van de parochie in San Rafael in de provincie Bulacan. Vanaf 1867 doceerde hij op het Real Colegio de San Jose in Manilla. Tevens was hij in die periode secretaris van de instelling die onder leiding stond van rector Mariano Garcia en was hij kapelaan van de Beaterio de Santa Rosa. Tussendoor studeerde hij verder aan de UST. In 1871 behaalde hij daar zijn doctoraat theologie.
Na de Cavite-muiterij in januari 1872 werd Sevilla beschuldigd van betrokkenheid. Op 14 maart 1872 werd hij samen met diverse andere priesters verbannen naar de Marianen. Na terugkeer in 1877 was hij weer werkzaam als priester en begon hij tevens met het schrijven van religieuze werken in het Tagalog. In 1879 richtte hij het Colegio de La Sagrada Familia op en in 1881 werd hij bij koninklijk decreet benoemd tot capellan castrense van het militaire ziekenhuis in Manilla. Na de uitbraak van de Filipijnse revolutie in 1896 werd Sevilla gearresteerd en gevangengezet. Nadat hij vrijkwam pleitte hij in 1898 voor een eenheid van staat en godsdienst. Ten einde zijn standpunten hieromtrent te kunnen ventileren richtte hij het dagblad El Catolico Filipino op. Dit dagblad verscheen in Malolos van 1898 tot 1899. Na de overgang van het bewind van de Filipijnen van de Spanjaarden naar de Amerikanen was Sevilla in 1900 een van de drijvende krachten achter de oprichting van het Instituto de Mujeros. Een jaar later werd hij aangesteld als priester in Hagonoy. In deze parochie vierde hij ook zijn gouden jubileum als priester in 1913.
Sevilla schreef en vertaalde met name religieuze werken. Zo schreef Sevilla Flores de Mayo, een verzameling gebeden en gezangen in het Tagalog die tegenwoordig nog steeds gebruikt worden tijdens de viering in de maand mei. Ook schreef hij ''Baralila Tagalog-Espagñol, dat in 1887 werd gepubliceerd. Sevilla was tevens actief als redacteur van enkele religieuze tijdschriften. Sevilla overleed in 1923 op 84-jarige leeftijd in Manilla.